# Djebel Bou Naceur
Pour les articles homonymes, voir Naceur.
Le djebel Bou Naceur, ou adrar Bou Nacer, est le plus haut sommet du Moyen Atlas oriental avec ses 3 356 mètres d'altitude. Il est situé dans le cœur du Moyen Atlas oriental. Il est couvert de névés pendant les trois quarts de l'année. Il est soumis à un climat typiquement méditerranéen[réf. souhaitée][Passage contradictoire].